# Сильный мужчина
«Сильный мужчина» (пол. Mocny człowiek) — польский чёрно-белый немой художественный фильм, драма 1929 года. Экранизация одноименной повести Станислава Пшибышевского.

## Сюжет
Генрик Белецкий — суровый человек, который жаждет славы. Он убивает забытого писателя и крадёт его рукописи, чтобы присвоить себе авторство. Под влиянием любви он продолжает сеять зло, и в результате должен погибнуть сам.

## В ролях
- Григорий Хмара — Генрик Белецкий
- Агнес Кук — Лукия, любовница Генрика
- Юлиан Кшевиньский — Лигенза
- Мария Майдрович — Нина, жена Лигензы
- Артур Соха — Ежи Гурский
- Станислава Высоцкая — бабушка Белецкого
- Александр Зельверович — издатель
- Ян Курнакович — секретарь издателя
- Лех Оврон — актёр
- Текла Трапшо — хозяйка дома на Садовой улице
- Тадеуш Фиевский — гостиничный бой
- Роман Дерень — лакей в гостинице
- Болеслав Межеевский — директор театра
- Владислав Вальтер — театральный возница